# Rafał Fudalej
Rafał Fudalej (ur. 17 lipca 1985 w Krakowie) – polski aktor filmowy i teatralny.

## Życiorys
W 2008 ukończył studia na wydziale aktorskim Państwowej Wyższej Szkoły Teatralnej w Krakowie.
Młodszy brat aktorki Beaty Fudalej.

## Filmografia
- 2006: Nadzieja – Franciszek Ratay
- 2008: Boisko bezdomnych – Alek
- 2008: Agentki – Klaudiusz Weber, syn Krystyny i Janusza (odc. 2)
- 2009–2011: Na dobre i na złe – doktor Marcin Maciejewski, ginekolog
- 2010: Latający mnich i tajemnica Da Vinci – Michał
- 2010: Kvinden Der Dromte Om En Mand – Tomek
- 2011: Urodziny – świadek Jehowy
- 2011: Rezydencja – Michał, projektant Julii
- 2011: Ojciec Mateusz – Patryk Bednarek (odc. 85)
- 2012: Prawo Agaty – Rafał Górski, pasierb Moniki (odc. 20)
- 2012: Paradoks – Piotr Nasielski, kochanek Norblińskiej (odc. 9)
- 2012: Taniec śmierci. Sceny z Powstania Warszawskiego – Marek Pater
- 2012, 2014: Piąty Stadion – klient
- 2013: Komisarz Alex – Wojtek (odc. 29)
- 2014: Obywatel – przewodniczący komitetu strajkowego studentów w 1968
- 2015: Skazane – Olaf Kowalski, syn Anny
- 2017: Syn Królowej Śniegu – Kamil
- 2017: Polska niepodległa - historia w ożywionych obrazach – Stanisław Szczęsny Potocki
- 2018: Ślad – Witold Grela, menedżer restauracji (odc. 16)
- 2018: Leśniczówka – fotograf
- 2019: W rytmie serca – Konstanty, artysta malarz, któremu doktor Michał Zych wynajął część swojego domu (odc. 55, 56)
- 2020: Stulecie Winnych – „Ryży” (odc. 20, 26)/głos spikera radiowego (odc. 25)
- 2020: Archiwista – Jan Gołka (odc. 3)
- 2021: Komisarz Mama – recepcjonista Dominik (odc. 5)

## Role dubbingowe
- Dragon Ball Super: Super Hero jako Gamma 2 (2022, reż. dubb. Dariusz Kosmowski)[2]
- Hobbit: Niezwykła podróż jako Ori (2012, reż. dubb. Piotr Kozłowski)
- Totalna Porażka: Zemsta Wyspy jako Cameron (2012, reż. dubb. Piotr Kozłowski)
- Piraci, którzy nic nie robią (2012, reż. dubb. Dorota Kawęcka)
- Mój kumpel anioł jako Elliot, Alfie (2012)
- Groove High jako Duke (2012, reż. dubb. Dorota Kawęcka)
- Klub Winx jako Roy (2012, reż. dubb. Anna Apostolakis)
- Ognisty podmuch jako Duncan (2011, reż. dubb. Miriam Aleksandrowicz)
- Rio jako Fernando (2011, reż. dubb. Piotr Kozłowski)
- Ben 10: Ultimate Alien (2011, reż. dubb. Małgorzata Boratyńska)
- Podróże Guliwera (2010, reż. dubb. Miriam Aleksandrowicz)
- Monster High jako Bram, Jackson Jekyll, Wyczes Hyde (2010–2012, reż. dubb. Miriam Aleksandrowicz)
- Księżniczka z krainy słoni jako Trent (2009, reż. dubb. Dariusz Dunowski)
- Janosik. Prawdziwa historia (2009, reż. dubb. Elżbieta Jeżewska)
- Dragon Age: Początek (2009, reż. dubb. Maciej Kowalski)
- Rączusie jako Oobi (2009, reż. dubb. Paweł Galia)
- Inazuma Eleven jako Fubuki Shirou / Shawn Frost (2008, reż. dubb. Janusz Dąbrowski)[3]

## Role teatralne
- Makbet, reż. Andrzej Wajda Stary Teatr w Krakowie – Malcolm
- Zmierzch długiego dnia, reż. Krystyna Janda Teatr Polonia w Warszawie – Edmund

## Nagrody
- za drugoplanową rolę w etiudzie filmowej Żar otrzymał m.in. nagrody w Brnie (Międzynarodowy Festiwal Krótkometrażowych Filmów Fabularnych, 2013), Santiago (Międzynarodowy Festiwal Filmów Krótkometrażowych, 2014), Oklahoma City (Twister Alley Film Festiwal, 2015), Atenach (Anatomy Crime & Horror International Film Festival, 2017) oraz Nagrodę Polskiego Kina Niezależnego im. Jana Machulskiego w kategorii najlepszy aktor (2014)